# Chen Shi-Zheng
Chen Shi-Zheng 陈士争 est metteur en scène d'opéra de renommée internationale et réalisateur. Il est né en 1963 à Changsha, dans la province du Hunan (Chine).

## Biographie
Après avoir été formé dans sa jeunesse à l'Opéra traditionnel chinois par les chanteurs de cérémonies funéraires qui l'avaient pris sous leurs ailes pendant la Révolution Culturelle, il suivra une formation d'Opéra traditionnel chinois à l'École d'Art du Hunan. Devenu chanteur et acteur d'Opéra traditionnel chinois reconnu, il parcourt alors le pays lors de multiples tournées, tandis qu'il enregistre des albums de musique pop contemporaine. Parti aux États-Unis en 1987, diplômé de la Tisch School of Art de New York, il y a développé une forme nouvelle de spectacle, mêlant théâtre, chant, cirque, et musique, dans des productions de grande envergure où fusionnent les cultures de l’orient et de l’occident. Ses mises en scène — entre autres : L'Orfeo de Monteverdi, The Flying Dutchman (Le vaisseau fantôme) de Wagner, Le Pavillon aux Pivoines de Tang Xianzu — lui ont conféré une renommée internationale. En 2007, il signe la conception, l’écriture et la mise en scène de Monkey, Journey to the West, avec la collaboration du groupe de rock virtuel Gorillaz. En juillet 2011, il signe la mise en scène de l’opéra Achterbahn / Miss Fortune au Festival de Bregenz.

## Distinctions et récompenses
Il est en France nommé Chevalier des Arts et des Lettres par le Ministère de la Culture en 2000.

## Productions théâtrales
- The Peony Pavilion, Lincoln Center Festival, New York, Festival d'Automne de Paris, Piccolo Teatro de Milan, Perth International Arts Festival, Aarhus Festival au Danemark, Festival de Berlin, Festival de Vienne, Spoleto Festival USA, Singapore Arts Festival
- The Orphan of Zhao, Lincoln Center Theatre, Lincoln Center Festival
- Snow in June, (Neige en juin), American Repertory Theatre, Cambridge, MA
- Peach Blossom Fan, Walt Disney Concert Hall, Los Angeles
- Chinoiseries, Next Wave Festival, New York
- The Bacchae, China National Beijing Opera Company, Hong Kong International Art Festival, Athènes, International Art Festival, Vienna International Festival
- Child God, Opéra d’ombres, Bang on a Can Music Festival
- Kindness, New Mexico Contemporary Arts Center
- Forgiveness, The Asia Society, Walker Art Center
- My Life as a Fairytale, Lincoln Center Festival, Aarhus Festival, Danemark
- Monkey, Journey to the West, Manchester International Festival, Théâtre du Châtelet Paris, The Royal Opera House, The O2 London, Spoleto Festival USA
- A Chinese Home, pour Kronos Quartet, création au Carnegie Hall, Sydney Festival
- White Snake, (La légende du serpent blanc), Lincoln Center Festival, Edinburgh Festival UK, Sydney International Festival, Australie

## Opéras
- Turandot, New York City Opera
- Così fan tutte, Festival d'Aix-en-Provence, Théâtre des Champs-Élysées, Paris
- Dido and Æneas, Spoleto Festival USA and Handel & Haydn Society, Boston
- The Flying Dutchman, Spoleto Festival USA
- L'incoronazione di Poppea, English National Opera
- Monteverdi’s ‘Vespers of 1610’, Handel & Haydn Society, Boston
- L'Orfeo, English National Opera, Handel & Haydn Society, Boston
- Alley, New Zealand Festival of the Arts
- Night Banquet, Festival d'Automne de Paris, Kunsten festival des Arts de Bruxelles, Hebbel-Theater de Berlin, Ensemble Modern Frankfurt et Lincoln Center Festival
- Mercury Light World, Berlin Festival, Basel Opera, Suisse
- The Bonesetter's Daughter, San Francisco Opera
- La traviata, Lithuanian National Opera, Vilnius
- Miss Fortune, Festival de Bregenz, Royal Opera House, Londres
- Nixon in China, Théâtre du Châtelet, Paris

## Cinéma et télévision
- Dark Matter, 2007, avec Meryl Streep et Liu Ye
- High School Musical China ( 歌舞青春 ), Walt Disney Film China
- Madame Mao et Monsieur Song, grandeur et décadence d’un artiste révolutionnaire, documentaire télévisé sur un opéra révolutionnaire chinois, production LGM pour France 3, 2003